# Níkos Milióris
Níkos E. Milióris (grec moderne : Νίκος Ε. Μηλιώρης ; 1896-1983) est un écrivain et officier militaire grec.

## Biographie
Né en 1896 à Vourlá, dans l'Empire ottoman, il fait ses études à l'école évangélique de Smyrne. Dans un premier temps, il travaille en tant que secrétaire et comptable, puis s'installe en Grèce, où il poursuit une carrière militaire. Il prend sa retraite des forces armées en 1952 avec le grade de colonel. Après la catastrophe d'Asie mineure — au cours de laquelle son père est tué — il s'installe définitivement à Néa Ionía, dans la banlieue d'Athènes, tandis qu'il passe les dernières années de sa vie à Papágos. Il meurt à Athènes, le 3 août 1983. Il est marié à la femme de lettres Ríta Milióri et père d'un enfant.

## Œuvre littéraire
Níkos Milióris s'intéresse activement à l'histoire et à la culture des Grecs d'Asie Mineure, en écrivant de nombreux livres et études, en contribuant à la publication d'ouvrages traitant de la question de l'Asie Mineure, ainsi qu'en participant à des associations culturelles et à des organisations de réfugiés. 
Il contribue, entre autres, à la publication des Chroniques d'Asie Mineure ( : Μικρασιατικά Χρονικά), dirige le journal de l'Écho micrasiate () et publie de nombreux articles et études dans diverses publications, telles que les Chroniques d'Asie Mineure (), la Néa Estía (Νέα Εστία), le Nouvel an littéraire (Φιλολογική Πρωτοχρονιά), ainsi que d'autres publications. Il publie également une série d'ouvrages, dont « Vourlá en Asie Mineure » (volumes I et II) (), « Palamás et les réfugiés » (« Ο Παλαμάς και οι πρόσφυγες »), « Les crypto-chrétiens » (« Οι Κρυπτοχριστιανοί »), « Ménos Filídas, le linguiste, l'homme de lettres, l'homme » (« Μένος Φιλήντας, ο γλωσσολόγος, ο λογοτέχνης, ο άνθρωπος »), « Ángelos Simiriótis et la question néo-hellénique » (« Ο Άγγελος Σημηριώτης και το Νεοελληνικό Πρόβλημα »), « Textes micrasiates » (), « Échos de la catastrophe d'Asie mineure dans la poésie » (), etc.